# 69 Armia (ZSRR)
69 Armia (ros. 69-я армия) – związek operacyjny Armii Czerwonej z okresu II wojny światowej.

## Historia
W czasie walk na froncie wschodnim 69 Armia wchodziła w skład kilku związków operacyjno-strategicznych Armii Czerwonej. Będąc w składzie wojsk 1 Frontu Białoruskiego uczestniczyła w walkach na ziemiach polskich. Dowodził nią gen. płk Władimir Kołpakczi. Funkcję szefa sztabu pełnił gen. mjr Aleksiej Władimirskij. 
Brała udział w operacji Bagration. Następnie, atakując z  przyczółka warecko-magnuszewskiego w kierunku Łodzi rozpoczęła natarcie w ramach ofensywy zimowej Armii Czerwonej. 
Nacierając na Łódź, wyzwoliła miasto spod okupacji niemieckiej 19 stycznia 1945. Będąc nadal w składzie 1 Frontu Białoruskiego uczestniczyła w operacji berlińskiej zajmując pozycję wyjściową w rejonie Frankfurtu nad Odrą. Atak prowadziła w kierunku Zossen, następnie Belzig. Do spotkania oddziałów 69 Armii z oddziałami armii amerykańskiej doszło 6 maja w Magdeburgu nad Łabą.

## Dowódcy
- gen. lejtn. Michaił Kazakow (2 luty – 22 marzec 1943)
- gen. mjr/gen. lejtn. Wasilij Kriuczonkin (22 marca 1943 – 2 kwietnia 1944)
- gen. płk Władimir Kołpakczi (2 kwietnia 1944 – sierpień 1945)

## Struktura organizacyjna
- 25 Korpus Strzelecki
- 61 Korpus Strzelecki
- 91 Korpus Strzelecki
- 2 Samodzielny Korpus Kawalerii Gwardii
- 4 Samodzielny Korpus Artylerii Przełamania
- 6 Samodzielny Korpus Artylerii Przełamania
- 7 Samodzielny Korpus Kawalerii Gwardii
- 9 Samodzielny Korpus Pancerny
- 11 Samodzielny Korpus Pancerny[3].